# Municipio de Moon Lake
El municipio de Moon Lake (en inglés: Moon Lake Township) es un municipio ubicado en el condado de Stutsman en el estado estadounidense de Dakota del Norte. En el año 2010 tenía una población de 65 habitantes y una densidad poblacional de 0,72 personas por km².

## Geografía
El municipio de Moon Lake se encuentra ubicado en las coordenadas 46°50′56″N 98°59′55″O / 46.84889, -98.99861. Según la Oficina del Censo de los Estados Unidos, el municipio tiene una superficie total de 90.75 km², de la cual 88,95 km² corresponden a tierra firme y (1,98 %) 1,79 km² es agua.

## Demografía
Según el censo de 2010, había 65 personas residiendo en el municipio de Moon Lake. La densidad de población era de 0,72 hab./km². De los 65 habitantes, el municipio de Moon Lake estaba compuesto por el 92,31 % blancos, el 7,69 % eran de otras razas. Del total de la población el 7,69 % eran hispanos o latinos de cualquier raza.